# Igrici
Igrici este un sat în districtul Mezőcsát, județul Borsod-Abaúj-Zemplén, Ungaria, având o populație de 1.298 de locuitori (2011). 

## Demografie
Componența etnică a satului Igrici
     Maghiari (90,72%)
     Romi (8,36%)
     Necunoscut (0,69%)
     Germani (0,23%)
     Alții (0,69%)
Componența confesională a satului Igrici
     Reformați (49,92%)
     Fără religie (19,72%)
     Romano-catolici (16,95%)
     Greco-catolici (1,08%)
     Necunoscută (12,02%)
     Luterani (0,31%)
     Alte religii (0,77%)
Conform recensământului din 2011, satul Igrici avea 1.298 de locuitori. Din punct de vedere etnic, majoritatea locuitorilor (90,72%) erau maghiari, cu o minoritate de romi (8,36%). Apartenența etnică nu este cunoscută în cazul a 0,69% din locuitori. Nu există o religie majoritară, locuitorii fiind reformați (49,92%), persoane fără religie (19,72%), romano-catolici (16,95%) și greco-catolici (1,08%). Pentru 12,02% din locuitori nu este cunoscută apartenența confesională.